# Діброва Володимир Георгійович
Володи́мир Георгійович Дібро́ва (*11 серпня 1951, Донецьк) — український письменник, перекладач, есеїст.

## Біографія
Народився  у 11 серпня 1951, у місті Донецьк. Батько — Георгій Савич Діброва, мати Нона Дмитрівна.
Вчився в Київському університеті імені Тараса Шевченка, на факультеті романо-германської філології, відділ перекладачів (1968—1973). У 1985—1988 — аспірант Інституту літератури ім. Т.Шевченка АНУ. Тема кандидатської дисертації: «Творчість Флена О'Браєна і традиції народної культури» (захищена у 1988).
Яскравий представник «андеґраундної альтернативи» 1970 — 1980-х років, що творилася паралельно до радянського офіціозу — у самвидаві. Дебютувавши наприкінці «перестройки» двома книжками в офіційному друці («Тексти з назвами і без назв», 1990; «Пісні Бітлз», 1991), він одразу став одним із найпопулярніших українських прозаїків, перекладеним у Німеччині, Польщі, Угорщині, Шотландії, США, Канаді. 1996 року в американському видавництві «Northwestern University Press» (де друкувалися твори Кундери, Мілоша, Бродського та інших визначних східноєвропейських письменників) з'явився однотомник його вибраної прози «Peltse and Pentameron». В Україні тим часом його твори друкувалися в періодиці — найширший розголос здобули романи «Пентамерон» («Сучасність», 1-2, 1994), «Бурдик» («Березіль», 1-2, 1997), повість «День народження» («Кур'єр Кривбасу», 10, 1997), п'єси «Короткий курс» та «Двадцять такий-то з'їзд нашої партії (стенографічний звіт-опера)». За переклад роману Семюела Беккета «Уот» («Всесвіт», 9-12, 1990) Володимир Діброва нагороджений премією ім. Миколи Лукаша. Від 1994 року письменник живе й працює в США, викладає в Українському науковому інституті Гарвардського університету.
Член Українського ПЕН.

## Твори
- «Тексти з назвами і без назв» (Київ, «Молодь», 1990)
- «Пісні Бітлз» (Київ, «Альтернатива», 1991)
- «Збіговиська» (Київ, «Критика», 1999)
- «Вибгане» (Київ, «Критика», 2002)
- «Довкола столу» (Київ, «Факт», 2005)
- «Андріївський узвіз» (Київ, «Факт», 2007), друге видання: 2008

## Нагороди
- 1991 — лауреат премії ім. М. Лукаша (за переклад роману Семюела Беккета «Уот»)
- 1996 — премія ім. О. Щербань-Лапіки (за п'єсу «Короткий курс»)
- 2007 — премія конкурсу «Книга року Бі-Бі-Сі — 2007» за роман «Андріївський узвіз»